# The Prestige
The Prestige è un film del 2006 diretto da Christopher Nolan, tratto dall'omonimo romanzo di Christopher Priest.

## Trama
Londra, fine '800. L'illusionista Alfred Borden, detenuto in galera con l'accusa di aver ucciso il suo collega e rivale Robert Angier, entra in possesso del diario del defunto e, leggendolo, ripercorre gli anni di astio e rivalità avuti in passato, quando i due giovani erano semplici aiutanti di mister Cutter, uno scenografo esperto d'illusionismo, presso il teatro Orpheum di Londra.
L'antefatto si svolge in un teatro, in cui il mago Milton sta presentando un numero detto "fuga subacquea": la sua assistente Julia, legata mani e piedi da due "volontari" (in realtà sono i due assistenti: Angier, che è suo marito, e Borden), deve fuggire da una cabina piena d'acqua. Prima dell'esibizione, Cutter esprime dei dubbi riguardo alla proposta di Borden di utilizzare il nodo doppio Langford, anziché il semplice scorsoio, per legare Julia, ritenendolo non adatto all'acqua in quanto si sarebbe potuto gonfiare rendendo impossibile il suo scioglimento. Borden, pur avendo ricevuto un rifiuto preventivo sia da parte di Angier sia di Cutter, durante lo spettacolo decide ugualmente di utilizzare il doppio Langford, con il consenso di Julia. Il numero però non riesce e questo costa la vita alla ragazza.
Da allora Angier ritiene Borden responsabile della morte della moglie. Da parte sua, Borden continua a rifiutarsi di dire quale nodo abbia utilizzato, sostenendo di non riuscire a ricordarselo. Di conseguenza i due si separano, intraprendendo carriere indipendenti: mentre Angier diviene famoso come "Il Grande Dantòn" (nome d'arte che gli fu suggerito dalla moglie), Borden si fa chiamare "Il Professore" e si esibisce, accompagnato dall'inseparabile collaboratore Fallon, in teatri fatiscenti. In uno di questi conosce Sarah, che diventa sua moglie. Tra i suoi numeri vi è anche il cosiddetto "afferraproiettile", un numero molto pericoloso, in quanto contempla l'uso di un'arma da fuoco che può essere facilmente manomessa da un malintenzionato nel momento in cui viene concesso agli spettatori di poterla esaminare. Proprio Angier, travestito da spettatore, partecipa a una di queste esibizioni e sabota il numero, provocando a Borden la perdita del mignolo e dell'anulare della mano sinistra. Per vendetta, anche Borden riesce a sabotare un'esibizione del rivale, causando il ferimento di una donna e comportando l'annullamento di tutti i suoi ingaggi proprio nel momento in cui la sua carriera sembrava poter decollare.
Successivamente Borden debutta con il numero del "trasporto umano", nel quale l'illusionista attraversa una porta e ricompare quasi istantaneamente da un'altra, collocata nella zona opposta del palco. Angier vuole rubargli il numero, ma Cutter gli spiega che il trucco è possibile solo utilizzando un sosia. Angier non crede a questa spiegazione, ritenendola troppo banale e troppo semplice da scoprire, anche per gli spettatori. Anche la sua assistente Olivia sostiene che Borden non può aver usato un sosia, in quanto anche la persona che esce dalla seconda porta è priva di due dita, nonostante lo stesso Borden tenti di nascondere questa menomazione sotto i guanti. Tuttavia, su richiesta di Cutter, Angier presenta una propria versione, affidandosi, seppur controvoglia, a Gerald Root, un attore alcolizzato e in bolletta, che però somiglia molto a lui. Il numero ottiene molto successo, ma questo fallisce dopo alcune rappresentazioni, in quanto Borden riesce a corrompere Root, facendolo ubriacare e presentandosi sul palco al suo posto.
Angier resta però ossessionato dal voler scoprire il trucco di Borden: prima invia la sua assistente e amante Olivia a spiarlo, la quale finisce però col diventare l'amante di Borden; poi arriva a rapire Fallon, ottenendo così il nome di chi lo avrebbe aiutato nella creazione del numero: Nikola Tesla. Tale frase, in realtà, si rivelerà una falsa pista, in quanto "Tesla" è solo la chiave per decifrare il diario cifrato di Borden, che Olivia gli ha sottratto di nascosto. Angier si reca a Colorado Springs per incontrare lo scienziato, chiedendogli di costruire ciò che è convinto di aver visto negli appunti del rivale: una macchina per il teletrasporto. Lo scienziato costruisce un prototipo, che inizialmente sembra non funzionare, ma che invece si rivela in grado di duplicare gli oggetti, facendo comparire una copia qualche decina di metri più distante. Tesla promette di sistemare la calibrazione della macchina e poi la vende a Angier, chiedendogli tuttavia di distruggerla il prima possibile per via del male che avrebbe potuto causare.
Intanto Sarah sospetta il tradimento del marito, che si comporta in maniera sempre più strana, e arriva a togliersi la vita. Anche Olivia percepisce il comportamento discontinuo di Borden, e lo abbandona per la sua freddezza. Tornato a Londra, Angier si esibisce con successo grazie alla macchina di Tesla. Borden capisce subito che la sua macchina cela una botola, dentro la quale Angier si lascia cadere, ma non capisce come faccia a riapparire sulle balconate del teatro in così pochi secondi. Incuriosito, Borden si introduce dietro le quinte, sfruttando il fatto che Angier, per mantenere al sicuro il suo segreto, si sia circondato esclusivamente di collaboratori non vedenti. Arrivato sotto il palco, vede Angier che, attraverso la botola, cade in una vasca piena d'acqua da cui non può uscire. Borden tenta invano di salvarlo, ma non può far altro che vederlo affogare: verrà invece arrestato con l'accusa di aver spostato la cabina sotto il palco, in modo da causarne la morte, accusa che lo porterà a essere condannato a morte per impiccagione.
Senza parenti, la figlia di Borden, Jess, rischia di finire in orfanotrofio, ma il misterioso Lord Caldlow afferma che si occuperà della piccola in cambio del segreto per il "trasporto umano". Borden accetta, e quando lo incontra si accorge che altri non è che Angier, rimanendo tuttavia col dubbio di come sia riuscito a sopravvivere. Borden urla quindi ai secondini che l'uomo non è realmente morto annegato nella vasca, ma nessuno gli dà retta; riesce però a avere un ultimo colloquio con Fallon dicendogli di vivere per tutti e due, poco dopo viene impiccato, terminando la sua vita con la fatidica parola "abracadabra". Anche Cutter scopre che Angier è vivo e, dopo avergli manifestato il suo dissenso, lo aiuta a disfarsi della macchina di Tesla.
Nascosta la macchina nei sotterranei del teatro, Angier vede ricomparire Borden, che - dopo avergli sparato - gli rivela la vera chiave del suo trucco del "trasporto umano", confermando l'ipotesi del sosia, che Angier aveva sempre scartato perché secondo lui era troppo banale: Borden aveva un fratello gemello, celato sotto i panni del suo collaboratore Fallon (il cui nome non verrà mai nominato e per questo evitava di parlare). I due, a turno, interpretavano entrambi i ruoli, non solo sul palco, ma anche nella vita, nascondendo questa verità a chiunque. Proprio per non essere scoperti, il Borden non menomato da Angier è stato costretto ad amputarsi due dita della mano sinistra per ottenere la stessa menomazione del gemello. Tuttavia, poiché uno dei due fratelli amava Sarah, mentre l'altro era innamorato di Olivia, entrambi avevano comportamenti discontinui nei confronti delle rispettive donne, portandole ad allontanarsi dai loro compagni. Inoltre, il Borden che sosteneva di non sapere quale nodo aveva fatto a Julia non era quello che aveva preso parte all'incidente in cui la moglie di Angier era morta.
Dopo questa confessione, anche Angier, ormai moribondo, spiega come funzionava il suo trucco: dopo aver scoperto che la macchina di Tesla era in grado di creare un suo clone, Angier decise di collocare una vasca piena d'acqua sotto la botola. In questo modo, mentre l'Angier nella macchina sarebbe morto affogato cadendo nella vasca sottostante, il suo clone sarebbe comparso dall'altra parte del teatro, permettendo così la riuscita del numero. Ogni sera Angier eseguiva quel numero senza sapere quale tra l'originale e il doppione sarebbe stato destinato a morire fra atroci sofferenze sotto al palco e quale avrebbe ricevuto tutti gli applausi del teatro.
Borden, dopo aver ucciso Angier, è pronto a incominciare una vita normale con la figlia. Mentre il teatro va a fuoco, la luce delle fiamme rivela decine di vasche, in cui galleggiano i cadaveri dei vari cloni di Angier, creati nelle repliche del suo spettacolo.

## Personaggi
- Alfred Borden: è un illusionista, ma più pratico e meno ricercato. Quando comincia la rivalità con Angier, stupirà l'ex amico e il pubblico presentando per primo il trucco del Trasporto umano. Dimostra una personalità mutevole e dualista.
- Robert Angier: anche lui è un illusionista, elegante e sofisticato. Collabora, all'inizio della sua carriera, con l'amico Alfred Borden. Il suo atteggiamento è sempre signorile, ma la morte della moglie lo getta nello sconforto e dopo questo tragico avvenimento il suo scopo nella vita, oltre a diventare famoso, sarà la vendetta nei riguardi del collega.
- Mr. Cutter: è un ingénieur, ossia uno scenografo e creatore di trucchi, che collabora con entrambi gli ex-aiuti di palcoscenico, ora affermati illusionisti. All'inizio si schiera con Angier per poi cambiare idea quando si accorge della truffa ai danni di Borden.
- Fallon: è l'ingénieur di Borden, molto legato al suo principale verso cui ha estrema fiducia. È schivo e taciturno, e sembra che parli solo con Borden.
- Olivia Wenscombe: è l'assistente di Angier. Inizialmente collabora con l'illusionista e comincia anche una relazione con lui ma quando Angier la invia come spia da Borden, la ragazza si infuria e si innamora del suo nuovo principale.
- Julia: è la moglie di Angier. Morirà prematuramente durante l'esecuzione di un trucco. Il futuro nome d'arte del marito, Il grande Dantòn, è stato scelto da lei.
- Sarah: è la moglie di Borden. Il suo rapporto con il marito è spesso conflittuale. Quando scopre il segreto dietro i suoi sbalzi di personalità, si suicida.
- Nikola Tesla: è lo scienziato che, grazie ai suoi studi sulla corrente elettrica e ai finanziamenti di Angier, costruirà per lui un macchinario in grado di produrre cloni.
- Mr. Alley: è il collaboratore di Tesla. Farà da intermediario tra Angier e lo scienziato durante la costruzione del macchinario.
- Gerald Root:  è un attore disoccupato e alcolizzato che viene ingaggiato come sosia di Angier per il trucco del Trasporto umano. Borden capirà presto che il trucco avviene grazie ad un sosia notando che, dalla seconda porta durante il numero, esce un Angier più grasso e alterato dall'alcool. Borden lo rintraccia in un bar per convincerlo a ribellarsi ad Angier in quanto, essendo il suo sosia in incognito, ha il diritto di avanzare pretese economiche.

## Produzione
La produttrice Valerie Dean lesse il manoscritto di Christopher Priest e si rese conto che aveva valide potenzialità per poter essere portato sullo schermo. Contattò quindi il regista Christopher Nolan per fargli leggere il romanzo nel 2000, periodo in cui Nolan era in cerca di un distributore per Memento negli Stati Uniti. Durante un soggiorno a Londra, Nolan lesse The Prestige e cominciò a discuterne con il fratello Jonathan Nolan. Il regista si rivolse ad Aaron Ryder della società di produzione statunitense Newmarket Films per l'acquisto delle opzioni sul libro. I fratelli Nolan alla fine del 2001 durante la post-produzione di Insomnia, incominciarono la collaborazione per la sceneggiatura definitiva.

### Sceneggiatura
Il processo di scrittura della sceneggiatura è stata una lunga collaborazione dei fratelli Nolan e ha richiesto un periodo di cinque anni. Nello scritto, viene sottolineata la storia della magia attraverso la narrazione drammatica dei vari personaggi, minimizzando la rappresentazione visiva della magia sul palcoscenico. La linea narrativa del romanzo è strutturata attraverso le pagine dei diari dei due protagonisti, cosa che ha creato qualche difficoltà nell'adattamento cinematografico. Per rendere il carattere dei protagonisti, Jonathan Nolan ha frequentato illusionisti professionisti dietro le quinte dei loro spettacoli.

### Regia
Christopher Nolan impiegò 18 mesi per individuare la modalità per raccontare la storia, decidendo infine di suddividere la sceneggiatura e la regia in tre atti che sono i tre elementi principali dell'illusione nel film: la promessa, la svolta e il prestigio.
(Christopher Nolan)

### Cast

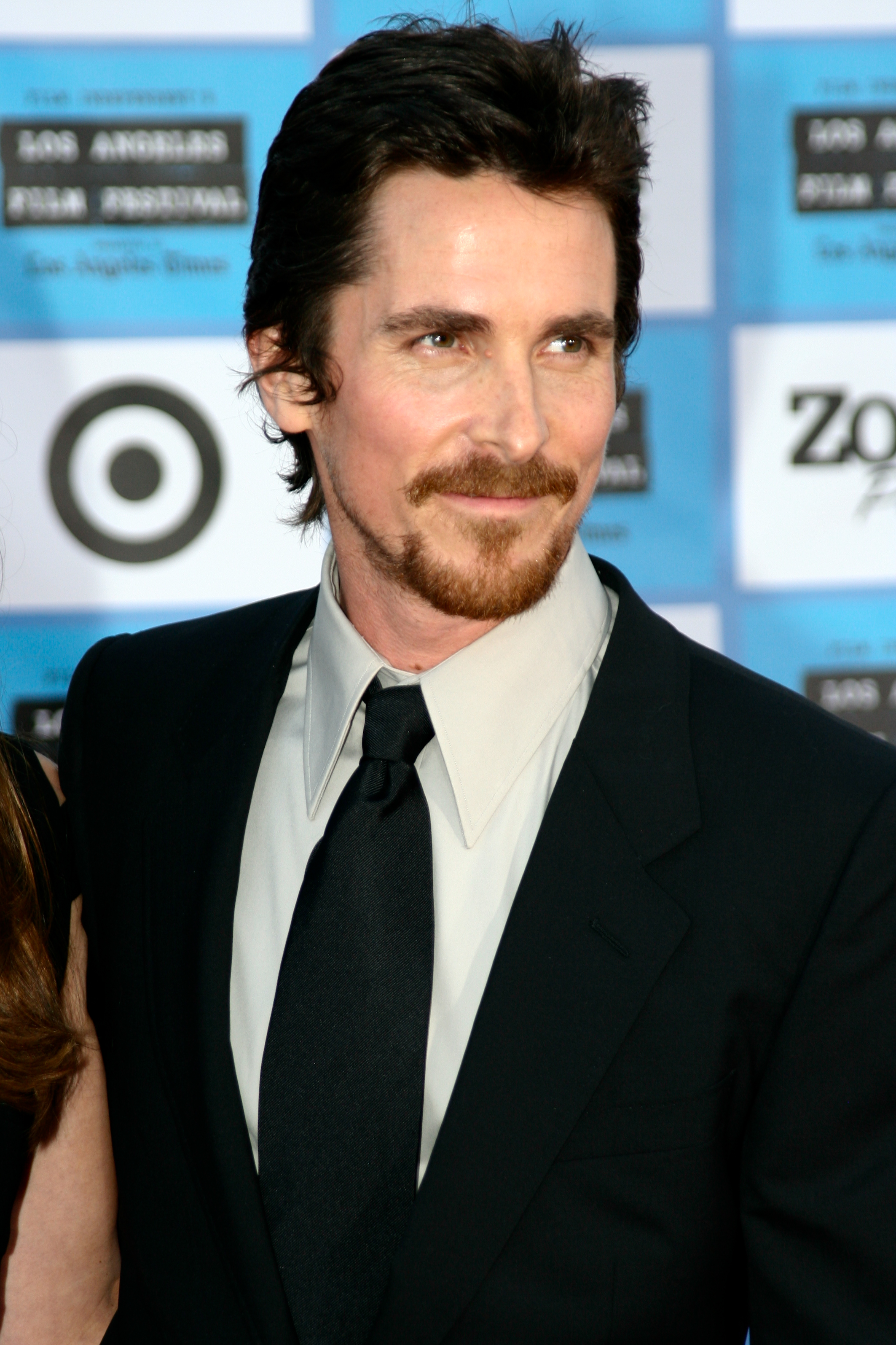
Christian Bale interpreta Alfred Borden

- Christian Bale: l'attore gallese sentì parlare della realizzazione del film durante la sua partecipazione a Batman Begins, sempre diretto da Nolan nel 2005. Dopo aver visionato la prima bozza della sceneggiatura decise di contattare il regista per poter essere ingaggiato nel progetto. Per prepararsi sul suo personaggio Bale si documentò leggendo sia il romanzo di Priest sia altri libri sulla storia della magia[5].
Del suo personaggio, Bale dice: «di Borden mi piace l'idea che ha della purezza dei suoi numeri, non gli interessa lo spettacolo, vuole solo creare l'illusione perfetta. È ossessionato da questa cosa. Come molti veri artisti non sa vendersi bene». Il nonno di Bale era un illusionista[6] e per rendere al meglio la sua interpretazione si è allenato con i consulenti presenti sul set Ricky Jay e Michael Weber, arrivando ad imparare alcuni trucchi personalmente[5]. Dell'antagonismo con Jackman, Bale dice:«avevamo due approcci completamente diversi ai nostri personaggi in cui credevamo molto e questo ha reso credibile la nostra rivalità sullo schermo.»

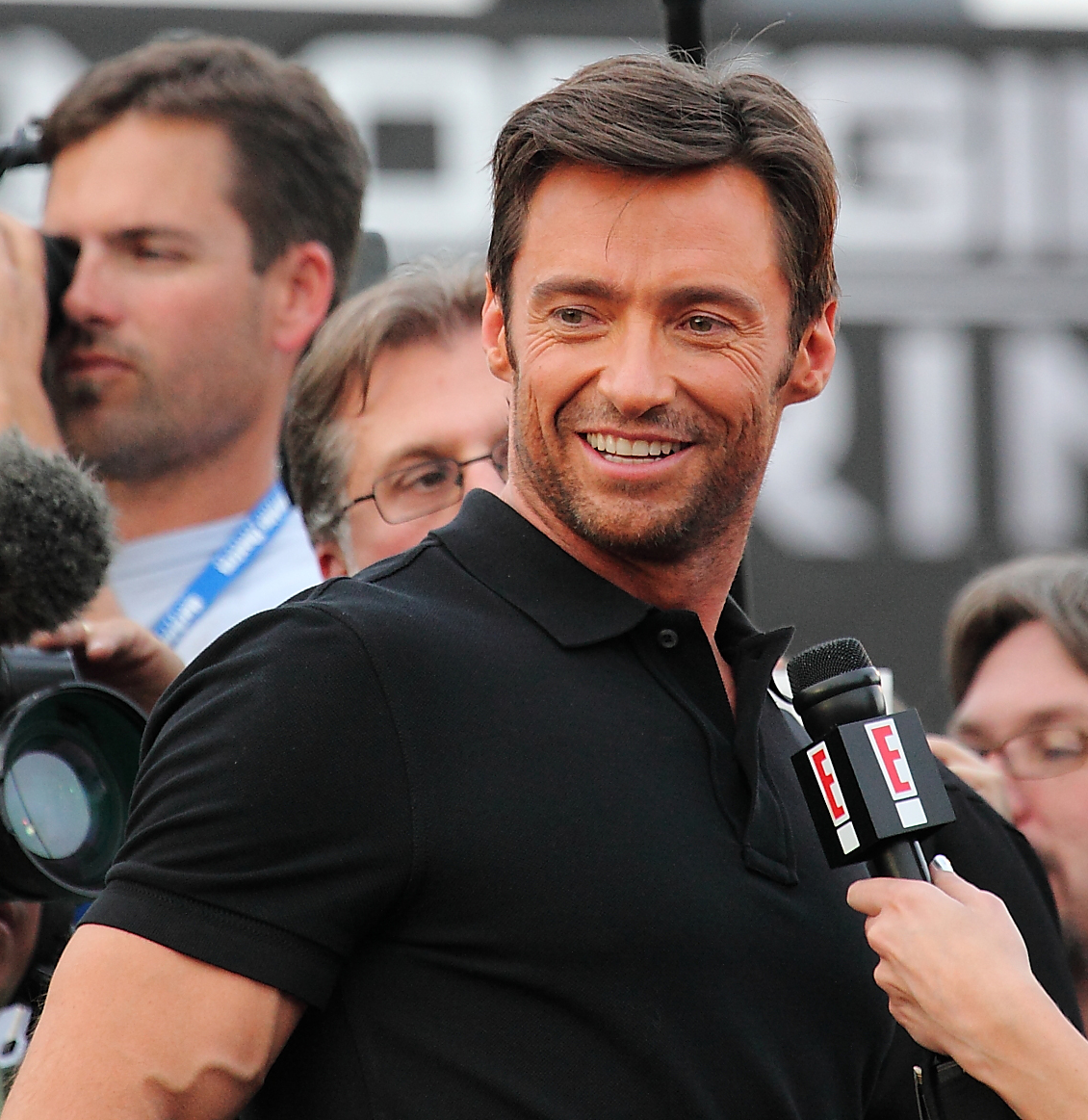
Hugh Jackman interpreta Robert Angier

- Hugh Jackman: il regista pensò immediatamente che il personaggio di Angier potesse essere rappresentato al meglio da Hugh Jackman grazie al suo fascino innato molto simile a quella del personaggio del libro[7]. Inoltre Nolan credette che Jackman fosse perfetto come antagonista di Christian Bale. Di lui Nolan dice: «quando Hugh entra in scena sembra rinascere. È perfettamente a suo agio e consapevole del rapporto con il pubblico. È esattamente quello di cui il personaggio aveva bisogno».
Jackman accettò il ruolo non appena letta la sceneggiatura, attirato dalla complessità del suo personaggio, e per prepararsi al meglio cominciò a studiare la storia dell'illusionismo dai primi anni del XX secolo ai giorni nostri, arrivando a dichiarare che secondo lui i maghi hanno similitudini con gli scienziati, dato che non vogliono mai condividere le loro scoperte[7]. Del suo personaggio Jackman dice: «Angier adora specchiarsi negli occhi del pubblico, avere potere su di esso».

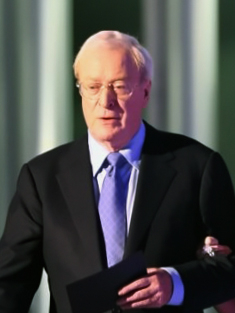
Michael Caine, interpreta John Cutter

- Michael Caine: l'attore londinese ritrova in questo progetto il regista Nolan e il co-protagonista Bale dopo Batman Begins del 2005. Dopo il suo coinvolgimento nel film, Caine paragona il lavoro di Nolan a quello di Alfred Hitchcock[8] per il modo in cui ruota la sceneggiatura e la regia. Del suo personaggio dice: «Cutter è un maestro, un padre, una guida per Angier. Scopre Angier, lo aiuta a creare i trucchi migliori e poi vede tutto andare male». Nolan considera il ruolo di Caine «il cuore del film che con la sua emozione ti trascina nella storia fornendo un punto di vista sui personaggi che ti porta a non giudicarli troppo severamente»[8].
- Scarlett Johansson: l'attrice statunitense che interpreta l'assistente di Angier si innamorò subito della sceneggiatura, considerandola una delle migliori che le vennero proposte[9]. La Johansson ha colto l'occasione per lavorare con Nolan considerandolo un ottimo regista.
- David Bowie: per il ruolo del geniale scienziato la produzione decise di proporre un attore al di fuori degli schemi che potesse affascinare il pubblico con il suo carisma. Si pensò quindi al musicista britannico che accettò il ruolo grazie ad una visita di Nolan, suo grande ammiratore, a New York in cui gli spiegò che il ruolo di Tesla poteva essere interpretato solamente da lui[10].
- Andy Serkis: nel ruolo dell'assistente di Tesla venne scelto l'attore britannico Andy Serkis famoso per aver dato vita al personaggio di Gollum nella trilogia de Il Signore degli Anelli. Serkis, come i suoi co-protagonisti, per prepararsi al ruolo, ha studiato la storia dell'epoca in cui si svolge il film rimanendo affascinato dal fatto che in quel periodo vi siano stati grandi cambiamenti[11] che hanno rivoluzionato il mondo: dalla diffusione del trasporto ferroviario all'invenzione del telefono. Del suo personaggio dice: «Alley è il manager, l'assistente, il segretario di Tesla. È lì per agire, sporcarsi le mani e in un certo senso è lo specchio del Cutter di Michael Caine. È l'ingénieur di Tesla»[11].
- Piper Perabo: per il ruolo della moglie di Angier venne scelta l'attrice statunitense Piper Perabo, che per quest'interpretazione ha studiato la pronuncia britannica. Del suo personaggio dichiara: «Julia è una di quelle ragazze che desiderano farsi tagliare a metà, farsi lanciare contro i coltelli»[12].
- Rebecca Hall: il ruolo della moglie di Borden è stato affidato all'attrice teatrale Rebecca Hall dopo che i produttori ebbero visionato il suo provino. La Hall considera il suo ruolo nel film una grande opportunità, commentando che il film «crea una interessante tensione tra l'aspetto divertente e spettacolare della magia e il suo potenziale di pericolosità»[12].

### Consulenza sul set
L'attore Ricky Jay, che nel film interpreta il mago Milton, è realmente un illusionista e prestigiatore e ha effettuato le consulenze necessarie per aiutare il cast nei numeri di magia e illusione. Nei titoli di coda appare un ringraziamento a David Copperfield.

### Luoghi delle riprese
Le riprese interne dei teatri per gli spettacoli vennero effettuate in alcuni teatri dismessi di Los Angeles. Le riprese degli esterni vennero effettuate agli Universal Studios sempre di Los Angeles. Altre riprese furono effettuate in Colorado e in California ai Downey Studios e ai Walt Disney Studios. La scena del treno in cui si trova Angier è stata effettuata sulle Silverton Railway Line in Colorado. La scena dei funerali di Julia venne girata all'Hollywood Forever Cemetery di Los Angeles. Le riprese incominciarono il 16 gennaio 2006 e si conclusero il 9 aprile successivo.

### Scenografia e fotografia
Lo scenografo Nathan Crowley aveva come obiettivo di far sembrare le strade di Londra dell'epoca vittoriana molto caotica dato che l'epoca in cui è ambientato il film è proprio l'epoca delle grandi invenzioni che rivoluzionarono il mondo. Il direttore della fotografia Wally Pfister adattò la luminosità delle riprese alle atmosfere cupe che Christopher Nolan voleva per il film.

### Costumi
Per i costumi, si decise di optare per toni scuri come il marrone per poter mantenere le atmosfere del film mentre i colori bianchi o accesi vennero usati per le riprese nella folla in modo da creare un vistoso contrasto con i protagonisti. Il personaggio che indossa i costumi più vistosi è Olivia, per i suoi abiti di scena come assistente dei maghi. La costumista Joan Bergin disegnò i costumi molto moderni e sensuali adattandoli al fisico e alla solarità della Johansson.

## Colonna sonora
La colonna sonora del film intitolata The Prestige: Original Score è stata affidata al musicista britannico David Julyan che ha collaborato con Christopher Nolan nelle colonne sonore di Memento (2000) e Insomnia (2002).
I titoli di coda della pellicola vengono accompagnati dalla canzone Analyse di Thom Yorke tratta dal suo album da solista del 2006 The Eraser.

### Album
Il disco contiene le tracce presenti nel film ed è distribuito dalla Hollywood Records.

### Tracce
Parte I: la promessa
1. Are You Watching Closely? - 1:51
2. Colorado Springs - 4:15
3. The Light Field - 1:50
4. Borden Meets Sarah - 2:11
5. Adagio for Sarah - 2:08
6. A New Trick - 4:29

Parte II: la svolta
1. The Journal - 2:55
2. The Transported Man - 2:36
3. No, Not Today - 2:31
4. Caught - 1:39
5. Cutter Returns - 2:13
6. The Real Transported Man - 2:28
7. Man's Reach Exceeds His Imagination - 2:08
8. Goodbye to Jess - 2:58
9. Sacrifice - 5:15

Parte III: il prestigio
1. The Price of a Good Trick - 5:06
2. The Prestige - 1:40

## Distribuzione
Presentato nella sezione Première della Festa del Cinema di Roma 2006, è uscito nelle sale italiane il 22 dicembre 2006.

### Edizioni home video
| - DVD disco singolo - Destrezza di mani: note del regista Christopher Nolan (The Director's Notebook: The Cinematic Sleight of Hand of Christopher Nolan): - Prestidigitazione del passato (Conjuring the Past); - Il labirinto: metafore e inganni (The Visual Maze. Metaphors of Deception); - Tesla: l'uomo che ha inventato il XX secolo (Tesla: The Man Who Invented the Twentieth Century); - Risonanze (Resonances); - Galleria fotografica: - Il film (26 immagini); - Dietro le quinte (23 immagini); - Costumi e scenografia (27 immagini); - Poster (10 immagini); - Trailer; | - Blu-Ray disco singolo - Destrezza di mani: note del regista Christopher Nolan (The Director's Notebook: The Cinematic Sleight of Hand of Christopher Nolan): - Prestidigitazione del passato (Conjuring the Past); - Il labirinto: metafore e inganni (The Visual Maze. Metaphors of Deception); - Tesla: l'uomo che ha inventato il XX secolo (Tesla: The Man Who Invented the Twentieth Century); - Risonanze (Resonances); - Easter egg - Diventare Fellon - Galleria fotografica: - Il film (26 immagini); - Dietro le quinte (23 immagini); - Costumi e scenografia (27 immagini); - Poster (10 immagini); - Trailer; |

## Accoglienza

### Incassi
Il film è stato accolto favorevolmente da critica e pubblico incassando nel primo fine settimana 14801808 $. Nel complesso il film ha incassato 109 676 311 $, di cui 53 089 891 $ negli Stati Uniti.

## Riconoscimenti
- 2007 - Premio Oscar
  - Candidatura per la miglior fotografia a Wally Pfister
  - Candidatura per la miglior scenografia a Nathan Crowley e Julie Ochipinti
- 2007 - ALFS Award
  - Miglior attore britannico non protagonista a Michael Caine
  - Candidatura per la miglior regia a Christopher Nolan
  - Candidatura per il miglior attore a Christian Bale
  - Candidatura per la miglior attrice emergente a Rebecca Hall
- 2007 - Art Directors Guild
  - Candidatura per la miglior produzione a Nathan Crowley
  - Candidatura per la miglior scenografia a Kevin Kavanaugh
  - Candidatura per il miglior assistente alla scenografia a Naaman Marshall
- 2007 - Australian Film Institute
  - Candidatura per il miglior attore a Hugh Jackman
  - Candidatura per la miglior scenografia a Kevin Kavanaugh
  - Candidatura per il miglior assistente alla scenografia a Naaman Marshall

- 2007 - Empire Awards
  - Miglior regia a Christopher Nolan
  - Candidatura per il miglior attore a Christian Bale
  - Candidatura per la miglior attrice emergente a Rebecca Hall
- 2007 - Irish Film and Television Awards
  - Candidatura per i migliori costumi a Joan Bergin
- 2007 - Motion Picture Sound Editors
  - Candidatura per il miglior montaggio sonoro negli effetti sonori
- 2007 - OFCS Award
  - Candidatura per il miglior adattamento della sceneggiatura a Christopher Nolan e Jonathan Nolan
- 2007 - Premio Hugo
  - Candidatura per la miglior miglior rappresentazione drammatica (forma lunga)
- 2007 - Saturn Award
  - Candidatura per il miglior film di fantascienza
  - Candidatura per i migliori costumi a Joan Bergin
- 2007 - Teen Choice Awards
  - Candidatura per la miglior attrice drammatica a Scarlett Johansson